# Erik Everhard
Erik Everhard (ur. 2 grudnia 1976 w Calgary) – kanadyjski aktor, reżyser, fotograf i producent filmów pornograficznych gonzo.

## Wczesne lata
Urodził się i dorastał w Calgary w prowincji Alberta w rodzinie pochodzenia ukraińskiego. W 1994 ukończył Central Memorial High School w Calgary. W latach 1995–1997 uczęszczał na Uniwersytet Simona Frasera w Burnaby w prowincji Kolumbia Brytyjska. W kwietniu 1998 przeprowadził się do Vancouver, gdzie podjął studia kryminologii i kinezjologii na uniwersytecie. W wieku 20 lat, podczas studiów w Vancouver, zajmował się tworzeniem stron internetowych i fotografią. Przez krótki czas był także bramkarzem w nocnym klubie.

## Kariera
Jego pseudonim artystyczny wymyślił kanadyjski sprzedawca narkotyków, którego poznał na siłowni dla kulturystów w Vancouver, gdzie pracował. W wywiadzie z 2002, Everhard przypisał swój wybór kariery nie dla zysku, ale do przyjemności seksualnej, mówiąc, że regularnie korzysta z seksu i masturbacji.
Za namową przyjaciół i kolegów, w 1999 przeniósł się do Los Angeles. Debiutował przed kamerami w scenie seksu w filmie Pleasure Productions Live Bait 2 (1999) w reżyserii Julesa Jordana. Po raz pierwszy pojawił się w scenie seksu grupowego w realizacji Anabolic Video Gang Bang Girl 24 (1999). 
W 2000 był nominowany do XRCO Award dla najlepszego nowego ogiera. W 2001 pod opieką Mike’a Johna zajął się reżyserią i produkcją filmów kręconych dla Anabolic i Diabolic Video w stylu gonzo. W 2003 podjął pracę dla Red Light District. Swoje produkcje realizował w Pradze, Brazylii i Montrealu. W 2005 opuścił Redlight i wygrał sprawę sądową zarzucając firmie złamania umowy i brak rozliczenia. 
W 2005 został zatrudniony przez Evil Angel Video, w 2006 powrócił do współpracy z Julesem Jordanem, mając własne studio Erik Everhard Entertainment.
20 grudnia 2008 znalazł się na trzecim miejscu w rankingu „Top5 najbardziej atrakcyjnych aktorów porno” według hiszpańskiego portalu Nosotras. W latach 2008–2009 i 2012–2016 zdobył nominację do XBIZ Award dla najlepszego wykonawcy roku.
W 2012 zdobył certyfikat z programowania neurolingwistycznego w NLP Marin w Lucas Valley-Marinwood.
W 2015 zajął drugie miejsce na liście „10 najlepszych męskich gwiazd porno” portalu Die-Screaming. W pastiszu porno Gwiezdne wojny: Ostatni Jedi - Digital Playground Star Wars: The Last Temptation (2017) wystąpił jako Luke Skywalker.
W 2020 wydał książkę Unleash Your Sexual Superpowers: A Porn Star’s Guide to Sexual Mastery (Uwolnij swoje supermoce seksualne: Przewodnik po mistrzostwie seksualnym gwiazdy porno).

## Nagrody
| Rok  | Nagroda                     | Kategoria                                             | Film                                      | Inni wykonawcy |
| ---- | --------------------------- | ----------------------------------------------------- | ----------------------------------------- | --- |
| 2000 | XRCO Award                  | Niedoceniony szermierz                                | —                                         | — |
| 2002 | XRCO Award                  | Wykonawca roku                                        | —                                         | — |
| 2002 | XRCO Award                  | Najlepsza scena seksu grupowego                       | Gangbang Auditions 7 (2001)               | Jay Ashley, Lexington Steele, Aurora Snow, Mr. Marcus i Pat Myne |
| 2003 | Rog Reviews Critic’s Choice | Najlepszy wykonawca                                   | —                                         | — |
| 2003 | XRCO Award                  | Wykonawca roku                                        | —                                         | — |
| 2004 | Rog Reviews Critic’s Choice | Najlepszy wykonawca                                   | —                                         | — |
| 2005 | Rog Reviews Critic’s Fan    | Najlepszy wykonawca                                   | —                                         | — |
| 2007 | AVN Award                   | Najlepsza grupowa scena seksu – wideo                 | Fashionistas Safado: The Challenge (2006) | Belladonna, Melissa Lauren, Jenna Haze, Gianna, Sandra Romain, Adrianna Nicole, Flower Tucci, Sasha Grey, Nicole Sheridan, Marie Luv, Caroline Pierce, Lea Baren, Jewell Marceau, Jean Val Jean, Christian XXX, Voodoo, Chris Charming, Mr. Pete i Rocco Siffredi |
| 2007 | AVN Award                   | Najlepsza scena seksu analnego – wideo                | Fashionistas Safado: The Challenge (2006) | Belladonna, Melissa Lauren, Jenna Haze, Gianna, Sandra Romain, Adrianna Nicole, Flower Tucci, Sasha Grey, Nicole Sheridan, Marie Luv, Caroline Pierce, Lea Baren, Jewell Marceau, Jean Val Jean, Christian XXX, Voodoo, Chris Charming, Mr. Pete i Rocco Siffredi |
| 2007 | AVN Award                   | Najlepsza scena seksu w zagranicznej produkcji        | Outnumbered 4 (2006)                      | Isabel Ice, Sandra Romain, Dora Venter, Cathy, Karina, Nicol, Puma Black, Steve Holmes i Robert Rosenberg |
| 2007 | Adam Film World Guide Award | Wykonawca roku                                        | —                                         | — |
| 2009 | AVN Award                   | Najlepsza scena seksu POV                             | Double Vision 2 (2008)                    | Tory Lane i Katja Kassin |
| 2010 | XRCO Award                  | Hall of Fame (Aleja Sław)                             | —                                         | — |
| 2010 | AVN Award                   | Najlepsza scena seksu analnego                        | Anal Cavity Search 6 (2008)               | Sasha Grey |
| 2011 | AVN Award                   | Najlepsza scena seksu podwójnej penetracji            | Asa Akira Is Insatiable (2010)            | Asa Akira i Toni Ribas |
| 2012 | AVN Award                   | Najlepsza scena seksu POV                             | Double Vision 3 (2011)                    | Andy San Dimas i Bobbi Starr |
| 2012 | AVN Award                   | Hall of Fame (Sala Sław)                              | —                                         | — |
| 2012 | AVN Award                   | Najlepsza grupowa scena seksu                         | Asa Akira Is Insatiable 2 (2011)          | Asa Akira, Toni Ribas, Danny Mountain, Jon Jon, Broc Adams, Ramón Nomar i John Strong |
| 2013 | Sex Award                   | Idealna para ekranowa porno                           | —                                         | Riley Steele |
| 2013 | XBIZ Award                  | Najlepsza scena (Vignette Release)                    | In Riley's Panties (2011)                 | Riley Steele |
| 2013 | AVN Award                   | Najlepsza grupowa scena seksu                         | Asa Akira Is Insatiable 3 (2012)          | Asa Akira, Ramón Nomar i Mick Blue |
| 2013 | NightMoves Award            | Najlepszy wykonawca roku wg redakcji                  | —                                         | — |
| 2014 | NightMoves Award            | Najlepszy wykonawca roku wg redakcji                  | —                                         | — |
| 2015 | AVN Award                   | Najlepsza scena seksu z podwójną penetracją           | Anikka 2 (2014)                           | Anikka Albrite i Mick Blue |
| 2015 | AVN Award                   | Najlepsza scena seksu grupowego                       | Gangbang Me (2014)                        | Adriana Chechik, Criss Strokes, Mick Blue, James Deen i John Strong |
| 2015 | AVN Award                   | Najbardziej oburzająca scena seksu                    | Gangbang Me (2014)                        | Adriana Chechik, Criss Strokes, Mick Blue, James Deen i John Strong |
| 2015 | XBIZ Award                  | Najlepsza scena seksu w realizacji niepełnometrażowej | Gangbang Me (2014)                        | Adriana Chechik, Criss Strokes, Mick Blue, James Deen i John Strong |
| 2016 | AVN Award                   | Najlepsza scena seksu grupowego - wideo               | Gangbang Me 2 (2015)                      | Keisha Grey, Mick Blue, Jon Jon, John Strong i James Deen |
| 2016 | AVN Award                   | Najlepsza scena seksu podwójnej penetracji            | Being Riley (2015)                        | James Deen i Riley Reid |
| 2021 | XBIZ Europa Award           | Najlepsza scena seksu – gonzo                         | Rocco’s Insatiable MILFs (2020)           | Kitana Lure, David Perry i Vince Karter |
| 2022 | XBIZ Europa Award           | Najlepsza scena seksu Glamcore                        | Friends with Benefits (2021)              | Catherine Knight |

## Nagrody dla Erik Everhard Entertainment
| Rok  | Nagroda                     | Kategoria                               | Film                                 |
| ---- | --------------------------- | --------------------------------------- | ------------------------------------ |
| 2006 | Adam Film World Guide Award | Najlepszy film gonzo                    | Cum Filled Asshole Overload 2 (2005) |
| 2009 | AVN Award                   | Najlepsza seria POV                     | Double Vision (2007)                 |
| 2009 | AVN Award                   | Najlepsza realizacja – Młoda Dziewczyna | Jail Bait 5 (2008)                   |
| 2010 | AVN Award                   | Najlepsza realizacja POV                | Anal Prostitutes on Video 6 (2008)   |
| 2011 | AVN Award                   | Najlepsza orgia                         | Out Numbered 5 (2010)                |
| 2012 | AVN Award                   | Najlepsza realizacja POV                | Double Vision 2 (2011)               |
| 2013 | AVN Award                   | Najlepsza realizacja POV                | Double Vision 3 (2012)               |
| 2013 | AVN Award                   | Najlepsza realizacja POV                | Eye Fucked Them All 1 (2012)         |